# رامحة كبيرة الثمار
رامحة كبيرة الثمار (الاسم العلمي:Dovyalis macrocarpa) هي نوع من النباتات تتبع جنس الرامحة من الفصيلة الصفصافية.